# Volo American Airlines 1 (1962)
Il volo American Airlines 1 fu un volo diretto dal New York International Idlewild Airport (in seguito ribattezzato John F. Kennedy International Airport), New York, al Los Angeles International Airport, California, che si schiantò pochi istanti dopo il decollo il 1º marzo 1962. Tutti gli 87 passeggeri e gli otto membri dell'equipaggio morirono nell'incidente. Un'inchiesta condotta dalla Civil Aeronautics Board stabilì che un difetto di fabbricazione nel sistema del pilota automatico aveva causato l'esecuzione di un comando non voluto sul sistema di controllo del timone, che era stato il motivo dell'incidente.
All'epoca, il volo American Airlines 1, prima degli attentati dell'11 settembre 2001  fu l'incidente aereo col maggior numero di vittime accaduto sul suolo americano seguito dall'incidente del Volo American Airlines 191. Fu anche il sesto incidente mortale di un Boeing 707.

## Aereo e occupanti
L'aeromobile era un Boeing 707-123B, con codice di registrazione N7506A. Era stato fabbricato il 12 febbraio 1959 e consegnato all'American Airlines quello stesso giorno. Al momento dell'incidente, aveva accumulato 8.147 ore di volo nel corso di tre anni. L'ultima ispezione periodica era stata effettuata il 18 gennaio 1962 dopo 7.922 ore di volo. L'equipaggio comprendeva il capitano James T. Heist, il primo ufficiale Michael Barna Jr., il secondo ufficiale Robert J. Pecor e l'ingegnere di volo Robert J. Cain. A bordo vi erano anche quattro hostess: Shirley Grabow, Lois Kelly, Betty Moore e Rosalind Stewart.
A bordo vi era anche un certo numero di personaggi celebri, tra cui l'ammiraglio della United States Navy in pensione Richard L. Conolly, presidente della Long Island University, i milionari W. Alton Jones, amico di Dwight D. Eisenhower, e Arnold Kirkeby, proprietario di una catena di alberghi di lusso, Louise Lindner, madre della futura Linda McCartney, il produttore cinematografico Irving Rubine, la velista Emelyn Whiton, medaglia d'oro alle Olimpiadi del 1952.
Viaggiavano verso Los Angeles, diretti a una mostra, anche 15 dipinti dell'artista Arshile Gorky, che andarono completamente distrutti. Alton Jones venne trovato in possesso di $55.690 in contanti, tra cui una banconota da $10.000.

## L'incidente
L'aeromobile precipitò nel Pumpkin Patch Channel della Jamaica Bay alle ore 10:08:49 EST, sotto gli occhi terrorizzati dei passeggeri di un altro volo diretto ad Albany decollato subito dopo. Al momento dell'impatto l'aeroplano esplose, generando una colonna di acqua salmastra e fumo nero, e i detriti e il carburante presero fuoco. I residenti della vicina Long Island riferirono di aver sentito un'esplosione che aveva fatto tremare le fondamenta delle abitazioni, ma pare che nessuno di essi sia stato testimone oculare dell'incidente.

## Le indagini
L'aeroplano si schiantò in un'area paludosa nella Jamaica Bay che fungeva da riserva naturale. Circa 300 fra poliziotti e pompieri, compresi 125 detective che in quel momento stavano partecipando a un seminario organizzato dalla Police Academy, e gli elicotteri della guardia costiera vennero richiamati sul luogo del disastro e accorsero dopo circa 30 minuti per le operazioni di salvataggio, scoprendo però che non vi erano sopravvissuti. L'incendio fu domato alle ore 10:50 EST. Durante le operazioni per il recupero dei corpi, si constatò che solo pochi di essi erano rimasti intatti; gli investigatori non furono in grado di recuperare sufficienti tessuti biologici per stabilire se l'equipaggio fosse fisicamente incapacitato a intervenire al momento dell'incidente, comunque gli esami tossicologici esclusero gas tossici, alcol e droghe quali possibili cause del disastro. Milton Helpern, capo ispettore medico, decise che far identificare i resti ai parenti delle vittime sarebbe stato inumano, e ordinò che venissero presi dei calchi dentari e impronte digitali. All'inizio di luglio, la Federal Aviation Administration annunciò che i suoi investigatori ritenevano che la mancanza di una copiglia e di un bullone dal meccanismo del timone poteva essere la causa dell'incidente. Sebbene ciò venisse addebitato a una "svista di un meccanico", la FAA comunque informò tutte le compagnie che avevano Boeing 707 del potenziale pericolo di tale assemblaggio.
La Civil Aeronautics Board ricevette la notizia dell'incidente alle ore 10:10 EST e immediatamente inviò i suoi investigatori nella Jamaica Bay; la scatola nera dell'aeroplano venne ritrovata il 9 marzo e inviata a Washington per le necessarie analisi. Le udienze si tennero all'International Hotel di New York nei giorni 20–23 marzo 1962. Nel gennaio 1963 la Civil Aeronautics Board pubblicò una relazione in cui si affermava che "l'anomalia che più probabilmente" aveva causato l'incidente era stata un corto circuito nei cavi del sistema del pilota automatico che era stato danneggiato nel processo di fabbricazione. Gli ispettori della FAA avevano constatato che nello stabilimento della Bendix Corporation a Teterboro, New Jersey, gli operai usavano delle pinzette per collegare i cavi, rischiando così di danneggiarli: la Bendix Corporation negò la cosa, affermando che le unità assemblate erano passate attraverso 61 ispezioni durante il processo di fabbricazione, oltre a quelle al momento dell'installazione e le normali manutenzioni, pertanto, se il rivestimento protettivo dei cavi fosse stato danneggiato, sicuramente sarebbe stato rilevato e le unità prontamente sostituite.